# 梅拉妮·瓦莱里奥
梅拉妮·瓦莱里奥（英語：Melanie Valerio，1969年5月7日—），美国女子游泳运动员。她曾代表美国参加1996年夏季奥林匹克运动会游泳比赛，获得女子4×100米自由泳接力金牌。